# Forenede Arabiske Emirater
Forenede Arabiske Emirater (arabisk: دولة الإمارات العربية المتحدة, tr. Dawlat al-Imārāt al-'Arabīyah al-Muttaḥidah, forkortet FAE (den engelske forkortelse: UAE står for United Arab Emirates), er en suveræn forbundsstat i Mellemøsten. FAE er et olierigt ørkenland på den sydøstlige del af den Arabiske Halvø, det grænser op til Oman og Saudi-Arabien, (samt maritimt til Qatar og Iran). FAE har et areal på 83.600 km² og har 9.890.400(2020) indbyggere. Hovedstaden er Abu Dhabi, mens Dubai er den største by.
Landet er en føderation af syv emirater: Abu Dhabi, Ajman, Dubai, Fujairah, Ras Al Khaimah, Sharjah og Umm Al Quwain. Den øverste politiske myndighed er "Det øverste Råd", som består af lederne af de syv emirater. Rådet vælger en præsident og vicepræsident, som sidder fem år ad gangen. De vælger også et ministerråd. Landet har en nationalforsamling på 40 medlemmer valgt i de respektive emirater. Hvert emirat har derudover sin egen regering.
For 200 år siden var området ørken med tilnavnet Piratkysten på grund af de mange organiserede sørøverier. I 1820 indgik Storbritannien og emiraterne i området en aftale om, at Storbritannien skulle overtage forsvars- og udenrigspolitikken. Emiraterne blev herefter et britisk protektorat og blev kaldt Traktatkysten. De Forenede Arabiske Emirater blev dannet i 1971, da Storbritannien trak sig ud. Ra's al-Khaimah sluttede sig til føderationen i 1972.

## Medlemsstater
FAE består af de syv emirater Abu Dhabi, Dubai, Sharjah, Ajman, Ra's al-Khaimah, Umm al-Qaiwain og Fujairah:
| Navn           | Hovedstad      | Areal (km²) | Indbyggere Folketælling 2005 | Indbyggere 2010 |
| -------------- | -------------- | ----------- | ---------------------------- | --------------- |
| Abu Dhabi      | Abu Dhabi      | 67.340      | 1.399.484                    | 1.967.659       |
| Dubai          | Dubai          | 3.885       | 1.321.453                    | 1.837.610       |
| Sharjah        | Sharjah        | 2.590       | 793.573                      | 1.060.000       |
| Ras al-Khaimah | Ras al-Khaimah | 1.684       | 210.063                      | 413.000         |
| Fujairah       | Fujairah       | 1.165       | 125.698                      | 163.751         |
| Umm al-Qaiwain | Umm al-Qaiwain | 777         | 49.159                       | 65.000          |
| Ajman          | Ajman          | 259         | 206.997                      | 263.000         |
| FAE            | Abu Dhabi      | 77.700      | 4.106.427                    | 8.264.070       |

| Emirat         | Flag                   | Placering                                                   | Informationer |
| -------------- | ---------------------- | ----------------------------------------------------------- | --- |
| Abu Dhabi      | Flagge Abu Dhabis      | Lage Abu Dhabis in den Vereinigten Arabischen Emiraten      | Abu Dhabi er den største af de syv emirater. Den langt største by i emiratet er Abu Dhabi, som også er hovedstaden i De Forenede Arabiske Emirater. |
| Ajman          | Flagge Ajmāns          | Lage ʿAdschmāns in den Vereinigten Arabischen Emiraten      | Ajman er opdelt i tre dele og er det mindste af De Forenede Arabiske Emirater på 260 km². Sheikhdømmet styres af an-Nuʿaimi-familien og er det fattigste emirat på grund af mangel på olieresurser og landbrugsmuligheder, hvilket gør det afhængig af subsidier fra dets rige naboer. |
| Dubai          | Flagge Dubais          | Lage Dubais in den Vereinigten Arabischen Emiraten          | Da 99% af beboerne i Emiratet Dubai bor i byen Dubai, finder næsten hele det økonomiske, sociale og politiske liv i Emiratet sted der. Dubai er bedst kendt for sine mange spektakulære byggeprojekter som skyskrabere, hoteller, indkøbscentre, menneskeskabte øer og forlystelsesparker. Det har også den vigtigste havn. Det er især vigtigt som et internationalt handelscenter bl.a. for guld og diamanter, som et sted for geneksport af forbrugsvarer og som en fri zone for kommunikation og teknologi. |
| Fujairah       | Flagge al-Fudschairas  | Lage al-Fudschairas in den Vereinigten Arabischen Emiraten  | Fujairah består af to hovedområder. Da Hamad II kom til magten i 1975, afskaffede han det forrige helt røde flag og overtog De Forenede Arabiske Emiraters føderale flag. |
| Ras Al Khaimah | Flagge Ra’s al-Chaimas | Lage Ra’s al-Chaimas in den Vereinigten Arabischen Emiraten | Emiratet Ras al-Khaimah, der består af to underterritorier, lever hovedsageligt af turisme, handel og landbrug. Forskellige arkæologiske udgravningssteder viser noget af Emiratets historie. |
| Sharjah        | Flagge Schardschas     | Lage Schardschas in den Vereinigten Arabischen Emiraten     | Sharjah består af fem underterritorier og er den tredje største i De Forenede Arabiske Emirater. Det var det vigtigste i UAE indtil midten af 1950'erne, men var ikke i stand til at følge med væksten i Abu Dhabi og Dubai på grund af de relativt lave oliereserver. Fra 1903 til 1952 var eksklaven Kalba et uafhængigt emirat løsrevet fra Sharjah. |
| Umm al-Qaiwain | Flagge Umm al-Qaiwains | Lage Umm al-Qaiwains in den Vereinigten Arabischen Emiraten | Umm al-Qaiwains territorium består af et sammenhængende stykke og ikke som de fleste andre emirater af delterritorier. Det har den mindste befolkning og ca. en procent af FAE's samlede areal. Fiskeri og dyrkning af dadler er vigtigt for emiratets økonomi. |

## Historie
For 200 år siden var områder ørken med Piratkysten pga. de mange organiserede sørøverier. Alle var fattige, til der blev fundet olie. De Forenede Emirater gik fra næsten at være et uland til at være det rigeste muslimske land.
I 1820 indgik Storbritannien og de syv emirater en aftale om, at Storbritannien skulle overtage forsvars- og udenrigspolitikken.
De syv Emirater fik navnet Traktatkysten. De Forenede Arabiske Emirater blev dannet den 2. december 1971, efter at englænderne trak sig ud. De havde domineret området i mere end 100 år. Det var hensigten, at Qatar og Bahrain skulle være medlemmer, men de forblev selvstændige. Ras Al Khaimah sluttede sig til de Forenede Arabiske Emirater i 1972.

## Politik
Den øverste politiske myndighed er "Det øverste Råd", som består af lederne af de syv emirater. Rådet vælger en præsident, som sidder fem år ad gangen. Der er ingen grænse for hvor længe, en præsident kan sidde. Sheik Zayed bin Sultan Al Nahyan fra Abu Dhabi blev valgt til præsident ved dannelsen af De Forenede Arabiske Emirater. Han afgik ved døden i 2004, hvorefter hans søn, sheik Khalifa bin Zayed al-Nahyan, overtog magten. Den tredje præsident, Khalifas bror Mohamed bin Zayed Al Nahyan, overtog i 2022 efter Khalifas død.
Abu Dhabi har langt det største areal og de største oliereserver. Vicepræsident og premierminister er sheik Mohammed bin Rashid Al Maktoum, som er fra Dubai. Landet har en nationalforsamling på 40 medlemmer valgt i de respektive emirater. Hvert emirat har sin regering.

## Økonomi
Landets økonomiske vækst i 1980'erne var på 42 %, og da man fortsat fandt olie og nu begyndte at bygge, steg væksten med 48 % i 1990'erne.

### Immigranter fra Asien
Da landet er i stor økonomisk vækst pga. olie, udbygning af byer, flytrafik og meget store byggeprojekter, benyttes arbejdskraft i byggeriet fra andre lande især i Asien. Omkring 80 % af landets befolkning er immigranter. Immigranterne kommer især fra Indien og Indonesien. I serviceerhvervene som taxi, byggekonstruktion og hoteller findes de fleste immigranter. De har visum i to år, hvorefter det skal fornyes. En gang om året har de lov til at tage til deres hjemland. Begår en immigrant kriminalitet (som indmeldelse i fagforeninger) bliver den kriminelle dømt efter sharialovgivning og udvist. Human Rights Watch har rapporteret, at de lever under umenneskelige forhold. Se HRWs rapport Arkiveret 7. januar 2009 hos  Wayback Machine

### Flytrafik
I 1985 stiftede de Forenede Arabiske Emirater deres eget flyselskab. Selskabet hedder Emirates og er et af verdens største og mest populære flyselskaber. Landet var også i en årrække med i flyselskabet Gulf Air, men har trukket sig ud og fokuserer på et andet selskab.

## Religion
Den officielle religion er islam, som praktiseres af 99 % af befolkningen. Flertallet er sunnimuslimer. Der er frihed til at praktisere alle religioner, og der er både katolske og protestantiske kirker - og et hindutempel i Dubai.